# Langlebigkeitsrisiko
Das Langlebigkeitsrisiko bezeichnet in der Versicherungsmathematik das Risiko eines Rentenversicherers, dass eine versicherte Person länger lebt als erwartet. Da die Beitragskalkulation einer privaten Rentenversicherung die Erlebenswahrscheinlichkeit einer Beitrags- oder Rentenzahlung berücksichtigt, kann es dadurch zu einer Unterdeckung des Versicherers kommen. 
Normalerweise wird das Langlebigkeitsrisiko durch das Versicherungskollektiv ausgeglichen. Dies funktioniert umso besser, je größer der Bestand ist. Das Risiko nimmt also mit größeren Beständen ab.
Bei Lebensversicherungsgesellschaften (nicht aber in der gesetzlichen oder betrieblichen Rentenversicherung) erfolgt ein gewisser Ausgleich auch dadurch, dass diese sowohl Rentenversicherungen (bei denen eine erhöhte Lebensdauer die Kosten erhöht) als auch Lebensversicherungen (bei denen eine erhöhte Lebensdauer die Kosten senkt) im Bestand haben.
Unabhängig von der Bestandsgröße kann das Langlebigkeitsrisiko durch Anti-Selektion erhöht werden. Anti-Selektion tritt zum Beispiel auf, wenn Versicherungsverträge bevorzugt für eher gefährliche Risiken abgeschlossen werden, während Personen, die sich für weniger gefährdet halten, eher keine Versicherung nehmen. Ein Beispiel hierfür sind sofortbeginnende Rentenversicherungen. Diese werden vor allem von Personen abgeschlossen, die erwarten, dass sie die Rente sehr lange beziehen können, die sich also gesund fühlen. Der Anteil der Personen, die tatsächlich lange leben, ist in dieser Gruppe höher als in der Gesamtbevölkerung. Aus diesem Grund werden für Rentenversicherungen andere Rechnungsgrundlagen (Ausscheideordnung mit niedrigerer angenommener Sterblichkeit als im Durchschnitt der Bevölkerung) angewandt als für Versicherungen auf den Todesfall.
Allerdings wird seit Jahrzehnten beobachtet, dass sich die Lebenserwartung der Bevölkerung insgesamt erhöht. Dies wirkt sich gleichermaßen auf alle Rentenversicherungen aus (Kumulrisiko). Hierfür muss der Versicherer, um dauerhaft die versprochenen Leistungen erbringen zu können, finanzielle Vorsorge treffen. Dies geschieht vor allem durch besonders vorsichtige, die ständige Erhöhung der Lebenserwartung berücksichtigende Beitragskalkulation. Dennoch hat die tatsächliche Entwicklung die Erwartungen immerhin insoweit überholt, dass nunmehr die bisherigen Annahmen zwar noch ausreichend, aber nicht mehr ausreichend vorsichtig sind, um den Ansprüchen an Sicherheit zu genügen, die an Versicherer gestellt werden. Versicherer müssen auch zwar noch nicht absehbare, aber durchaus mögliche weitere deutliche Erhöhungen der Lebenserwartung überstehen können. Hierzu müssen die Versicherer ihre finanzielle Vorsorge verbessern. Nach  deutschen handelsrechtlichen Vorschriften muss die Deckungsrückstellung für die Verpflichtungen in der Zukunft besonders vorsichtig bemessen werden. Daher musste in der Vergangenheit mehrfach die Berechnung vorsichtiger ausgestaltet werden (umgangssprachlich als „Nachreservierung“ bezeichnet).
Das Langlebigkeitsrisiko, ggf. verbunden mit dem Selektionsrisiko, tritt nicht nur bei Versicherungsverträgen auf, sondern auch
- bei betrieblicher Altersversorgung in Rentenform: Hier wird das Risiko durch den Arbeitgeber bzw. – bei versicherungsförmigen Durchführungswegen – durch den Träger der Versorgung getragen. Das Selektionsrisiko ist gegeben, wenn der Arbeitnehmer zwischen einer einmaligen Kapital- und einer lebenslangen Rentenzahlung wählen kann.

- beim Verkauf von Wirtschaftsgütern (speziell Immobilien und Unternehmen) gegen Leibrente: Hier trägt der Käufer das Langlebigkeitsrisiko, zudem ist das Selektionsrisiko immer gegeben, da diese Form von Verträgen von Gesunden bevorzugt wird.

- ganz wesentlich in der gesetzlichen Rentenversicherung und der gesetzlichen Krankenversicherung, die wegen der Finanzierung im Umlageverfahren keine Vorsorge für die steigende Lebenserwartung der Bevölkerung treffen. Daher führt der Generationenvertrag bei steigender Lebenserwartung und zugleich zurückgehender Zahl von jungen Erwerbstätigen aufgrund des Geburtenrückgangs dazu, dass die jetzt heranwachsende Generation bei deutlich geringeren eigenen Ansprüchen wesentlich höhere Teile des zukünftigen eigenen Einkommens für die Versorgung der Rentner und deren Krankenversorgung werden aufbringen müssen.

Der Begriff war 2005 in der engeren Auswahl für das Unwort des Jahres, weil Verwender des Begriffs signalisieren, dass sie es negativ bewerten, wenn jemand lange lebt.